# Keynote
Keynote è un'applicazione di presentazione sviluppata dalla Apple per le piattaforme iOS, macOS e watchOS. Dapprima diffusa a pagamento tramite il Mac App Store, Apple ha poi reso disponibile il programma in modo gratuito su tutti i nuovi Mac venduti dall'ottobre 2013 in poi e infine ha reso Keynote gratuito per tutti. La versione per iOS è anch'essa distribuita gratuitamente sull'App Store.

## Storia
Si ritiene che le prime versioni di Keynote siano in realtà state il programma Concurrence sviluppato dalla Lighthouse Design. Quest'ultimo veniva utilizzato da Steve Jobs per delle presentazioni quando era amministratore delegato di NeXT. Attualmente è utilizzato nelle conferenze e nelle presentazioni di nuovi prodotti Apple.
Il direttore di Apple Roger Rosner era in precedenza fondatore e direttore della Lighthouse Design, ove aveva fortemente contribuito allo sviluppo di Concurrence e di altre applicazioni per l'ufficio.

## Caratteristiche
Keynote è in grado di utilizzare temi per le presentazioni. I temi possono includere testi, grafiche e diagrammi e il loro utilizzo permette di mantenere semplicemente e in modo automatico una consistenza stilistica. Il programma supporta molte transizioni tra le pagine, alcune tridimensionali, come la famosa transizione del cubo tridimensionale che ruota (la stessa utilizzata dal cambio utente rapido di Mac OS X Panther). Il programma supporta inoltre la gestione di due monitor contemporanei, in modo che se sul monitor primario viene mostrata la presentazione, nell'altro monitor vengono mostrati i commenti di essa. Keynote è in grado di esportare le presentazioni in formato PDF, QuickTime File Format, Microsoft PowerPoint e Adobe Flash oppure in formato iPod, iPhone e iPad.

## Keynote per iOS
Il 27 maggio 2010 Apple mette in commercio Keynote per iPad. Il 31 maggio dello stesso anno è stata distribuita la versione 1.4 di Keynote compatibile sia con iPad che con iPhone. Il 21 agosto 2014 viene distribuita la versione 2.2.2 per iPhone, iPod touch e iPad.